# Château de Fontorte
Le château de Fontorte est un édifice situé à Monteignet-sur-l'Andelot, en France.

## Localisation
Le château est situé sur la commune de Monteignet-sur-l'Andelot, dans le département de l'Allier, en région Auvergne-Rhône-Alpes. Il se trouve au milieu d'un parc à l'est du village de Semeautre, à 2 km au sud-ouest du bourg de Monteignet. On aperçoit bien le château, au nord, depuis l'autoroute A719.

## Description
Le château de Fontorte est un château de style Louis XIII comprenant un corps de logis central flanqué de deux pavillons. Il comporte deux niveaux, plus un niveau de combles éclairé par des lucarnes à fronton de pierre.

## Historique
Le château a été bâti dans le 2e quart du XVIIe siècle par le maréchal d'Effiat. Après l'exécution de Cinq-Mars, il fut vendu à la famille Ferrand, famille de magistrats de Gannat qui en prit le nom et le conserva jusqu'en 1883. Il fut alors acquis par le baron du Peyroux, puis en 1901 par Barthélemy de Verdillon (1845-1910), ingénieur des mines qui travaillait à Commentry. En 1926, Edmond Pinet de Borde des Forest, officier de cavalerie, acheta la propriété, qui reste aujourd'hui entre les mains de ses descendants.
L'édifice est inscrit au titre des monuments historiques en 1993.